# CD-ROM2
CD-ROM2（シーディーロムロム）は、1988年12月4日に日本電気ホームエレクトロニクス（NECホームエレクトロニクス）より発売されたPCエンジン用の周辺機器及びシステム、それを用いたゲームソフトのプラットフォームの呼称。読み方は「シーディーロムロム」。愛称は「ロム・ロム」。
欧米市場ではTurboGrafx-CD（ターボグラフィックスシーディー）の商品名で発売された。
家庭用ゲーム機としては世界初となる光学ドライブを搭載し、CD-ROMをゲームソフトとして採用したプラットフォームである。
CD-ROM2及びSUPER CD-ROM2の普及により、PCエンジンのソフト供給はCD-ROMへ移行していく事になる。

## 沿革
1987年10月1日インテックス大阪で開催された「'87エレクトロニクスショー」でプロトタイプとなるPCエンジン用CD-ROMユニットが初出品される。この時出品されたCD-ROMユニットは本体が青色で、CD-ROMドライブとインターフェイスユニットは一体化されており、PCエンジンはフロント右側に空けられたベイに挿入する形状だった。CD-ROMドライブはキャディカートリッジを使用したフロントローディングが採用されていた。デモ用のソフトとしては「大通公園殺人事件」という、画面がスチル写真のアドベンチャーゲームが使用されていた。
1988年6月16日にはプレス向け発表会を実施。続けて1988年6月16 - 19日に開催された'88東京おもちゃショーで一般公開された。形状は製品版とほぼ変わらないが、PCエンジンユニットが挿さる部分のサイド形状や各所のシルク印刷に若干の違いがあった。この時点で『天外魔境』は本体と同時発売と発表された。
発売時には『ストリートファイター』の家庭用初移植となる『ファイティング・ストリート』と、世界初の芸能人の実写画像や生音声による歌を収録したゲーム『No・Ri・Ko』がローンチタイトルとなったものの、PCエンジン本体の希望小売価格が24,800円と、ライバルのファミリーコンピュータよりも高かったところへ加え、CD-ROM2はインターフェースユニット込みで59,800円であり、家庭用ゲーム機としては高価であったため当初はほとんど普及しなかった。
その後、1989年6月発売の『天外魔境 ZIRIA』を皮切りに、同年12月発売の『イースI・II』、1990年3月発売の『スーパーダライアス』など人気タイトルを連ねることでCD-ROM2の持つ性能が認知された。ゲーム機への超高額投資ができるハイターゲット層を中心にそこそこ普及していき、それを裏付けるように専用ソフトもハイターゲット層に人気のあるメディアミックス外部版権作品のキャラクターゲームが多く発売された。
成熟期にはHuCARDとCD-ROM2で同一タイトルをリリースし、CD-ROM2版は追加要素を付けて内容を豪華にする差別化も見られた。

## ハードウェア
PCエンジン本体背面に拡張バスを持つ機種に直接接続が可能だが、PCエンジンスーパーグラフィックスのみ形状の問題から接続アダプタRAU-30が必須である。

### 販売時のパーツ構成
発売当時のCDプレーヤーは音響機器扱いで物品税がかけられていた。そのため、課税されるCD-ROMユニット（32,800円）と非課税のインターフェースユニット（システムカード付属、27,000円）を別売にすることで価格を抑えた。
1989年4月より消費税が導入されたのに伴い物品税が廃止されたことで分ける必要がなくなったため、1パッケージでのセット売りに変更された（セットでの価格は57,300円）。
初期型
CDR-30（CD-ROMプレイヤー）+IFU-30（インターフェースユニット システムカード ver1.0同梱）
中期型
CD-R30（CD-ROMプレイヤー、インターフェースユニット、システムカード ver2.0〈CD-G再生機能付〉）
後期型
CD-R30A（CD-ROMプレイヤー、インターフェースユニット、システムカード ver2.1〈CD-G再生機能、CDオートディスクチェンジ機能付〉）
CD-ROMプレイヤーとインターフェースユニットが同梱して発売された際にCD-ROMプレイヤーは型番を削除された。なお型番の最後に“A”が付けられた物はCDアクセスエラー対策として内部基板などへのアース処理が強化されている。

### CD-ROM2
本機発売当時、ファミリーコンピュータのロムカセットの容量が数100KBであったのに対して、本機で採用されたCD-ROMは540MBの大容量である。そのため音楽CDと同様にCD-DAによる音楽再生または声優によるアフレコをゲームと同時に出力することが可能になった。またCDは再プレスが容易であり、一度原版ができればロムカセットと比較して低価格かつ量産時間の短縮が実現した。
一方で一度に扱えるデータ容量は本体メモリに依存するためローディング時間が発生する。

### 仕様
CD-ROMドライブ
読み取り速度は等速 （150KB/秒）で通信プロトコルはSCSI-1を使用する。
本機発売後の1989年11月に発売されたPC-8801MCのCD-ROMドライブと同型機であり、PC（PC-8801MCのみ）のCD-ROMドライブとしての利用（その逆も同様）もできる。
PCエンジン本体用のACアダプタを接続することで、ヘッドフォン式の卓上CDプレーヤーとしても使用可能である。フロント部分にCD操作用のボタン、トラック表示LED、ヘッドフォン端子、ボリュームダイヤルが並んでいた。インターフェイスユニットからの給電でHuCARDソフトと同時に再生出力も可能。
インターフェースユニット
SRAMは64KB、ADPCM用DRAMは64KB、ADPCMデータフォーマットは1ch 1Bit（符号）+3Bit（最適化済変位量 沖電気独自形式） 、バックアップ用SRAMは2KBである。
コンデンサを使用してのバックアップ機能（バックアップブースター・天の声2の代わりとしてHuCARDソフトのバックアップユニットとしても使用可能）がある。
AV出力の追加。CD-DA、ADPCM、PCエンジン本体内蔵波形メモリ音源各々の音声信号のステレオ対応独立音量調整出力機能がある。
ADPCM音源（沖電気 MSM5205）は当初そのチップ特性によって1秒当たり8KBを消費する割にダイナミックレンジもなく、ヒスノイズを伴い、クリアな音質を得ることが難しかった。そのため、初期CD-ROM2システムの64KBという小さなメインメモリの容量を補うため、プログラム、ならびにデータ用バッファにも転用された。
読み込むデータを指定すると自動的にADPCMバッファに読み込むことが可能。ただし読み込みデータ指定時に一瞬プログラム停止する問題がある（音の停止・動作速度の低下も伴う）。
本来の音源のバッファとして活用されるようになるのは、データに特定のノイズを加算することによって音質を改善する手法が開発された1990年末以降である。
システムカード
ゲーム起動に必要な日本語BIOSカード。製作はハドソンが担当。
専用の操作画面による音楽CDの再生やセーブデータ管理のユーティリティー機能がある。ver2.0以降はCD-G再生、ver2.1ではCDのオートディスクチェンジ機能が付いた。
最初期（Version 1.0）のシステムカードには、隠しコマンドとしてバイナリエディタが内蔵されており、本体のバックアップRAMの内容を自由に書き換えることが可能となっていた。
SUPER CD-ROM2やPCエンジンDUOシリーズでは、カードスロットに差し込んで起動すると旧バージョンのシステムとして認識される。これにより旧本体がなくても、SUPER CD-ROM2用ゲームのバージョン違いの注意メッセージや、バージョンアップを促す隠し画面等を見ることができた。
システムカード内には「12x12ドット」と「16x16ドット」のJIS第一水準漢字フォントと、JIS第二水準漢字フォントの一部の約3,000文字が内蔵されており、ゲーム中にはこれらのフォントを使用して漢字カナ混じりのテキストをメモリを圧迫せずに標準で使用できた。また、後に発売されたスーパーシステムカードでは、これらのフォントデザインの修正および記号の追加などが施され、旧版よりも読みやすいデザインになっている。ちなみに、スーパーシステムカードでノーマルのCD-ROM2のゲームを起動すると、ゲーム中に使用されているフォントがスーパーシステムカード仕様のデザインに差し替わる。16x16ドットフォントはPC-9801等で使われていたNECフォントが使われており、12x12ドットフォントはハドソンのオリジナルで、フォント製作は当時のハドソン社内のアーティスト陣が総掛かりで担当した。

## 周辺機器
- アーケードカードPRO

| 型番    | 名称                           | 発売日         | 備考 |
| ------- | ------------------------------ | -------------- | --- |
| IFU-30  | インターフェースユニット       | 1988年12月4日  | CD-ROM2本体を構成するハードの内の一つ。 PCエンジンとCD-ROMドライブを繋ぐために使用され、AV出力端子およびCD-ROM2ソフトのセーブデータを保有する機能（容量は2KB、電源はコンデンサ）を持つ。バッファ容量は0.5Mb。 |
| PAD-123 | ACアダプタ                     | 1988年12月4日  | |
|         | システムカード ver 1.0         | 1988年12月4日  | タイトル画面でI+II+右上+SELECT押下でバイナリエディタが立ち上がり、バックアップメモリを直接編集できる。 |
|         | システムカード ver 2.0         | 1989年         | エディタによるデバッグ機能は削除され、CD-G機能が追加されている。 |
|         | システムカード ver 2.1         | 1990年7月6日   | スーパーシステムカード以降の物を除けば唯一別売りされたシステムカード。 |
| PI-SC1  | スーパーシステムカード ver 3.0 | 1991年10月25日 | CD-ROM2専用。HuCARDスロットに挿入することでSUPER CD-ROM2へアップグレードされる。SUPER CD-ROM2システム対応のソフトを遊ぶためには必須となる。                                                                   |
| PCE-AC2 | アーケードカードPRO            | 1994年3月12日  | CD-ROM2専用のアーケードカード。DRAMが内蔵されていること以外はスーパーシステムカードと同機能であり、スーパーシステムカードと同様に下部にT字状の補強カバーがある。                                              |
| RAU-30  | ROM2アダプター                 | 1990年4月8日   | PCエンジンスーパーグラフィックスをCD-ROM2本体と接続する際に必須になるアダプタ。 |
| AMP-30  | ROM2アンプ                     | 1989年10月27日 | CD-ROM2本体専用のカラオケシステム。 |
| SPK-30  | ROM2スピーカー                 | 1989年10月27日 | ROM2アンプ同梱 |
| MIC-30  | マイク                         | 1989年12月4日  | カラオケ用マイク。市販品で代用可能。 |

## バージョンアップ
CD-ROM2はメモリを増強する事によって2回のバージョンアップを実施している。
SUPER CD-ROM2
1.5MbのSRAMを追加したプラットフォーム。本機にスーパーシステムカードを追加するか、専用のハードを使用する事で対応できる。バッファ容量は2Mb。
アーケードカード
SUPER CD-ROM2に16MbのDRAMを追加したプラットフォーム。本機にアーケードカードPROを追加する等の方法で対応できる。バージョンアップでのみ対応する規格であり専用のハードは存在しない。バッファ容量は16Mb。

## ソフトウェア
CD-ROMの物理フォーマットはYellow Book準拠であるが、論理フォーマットは独自のものを採用している。
対応ソフトウェアには、いわゆるコピーガードは一切掛けられていない。これは開発当時、CD-Rといった一般向け記録型CD-ROMドライブも開発段階であり、開発側がCD-ROMの複製自体が不可能であったと看做されていたためである。
CD-ROM2用ソフトのトラック1には「これはHE-SYSTEMのCD-ROM Discです。2曲目にコンピュータ用データが入っていますので再生しないでください。…間もなく2曲目に入ります、止めて下さい。」という警告メッセージが記録されており、メーカーのNECホームエレクトロニクスが準備したと推測される女性の声による標準メッセージが多く使われた。また、ソフトごとにゲーム登場キャラ（出演者など）によるCDドラマ形式による警告メッセージが採用されている例もある。なお、SUPER CD-ROM2以降、有名な声優による音声演出を使用したキャラクターゲームが多く発売されたこともあり、後期以降のタイトルはキャラクター（または出演者）によるメッセージが主流となり、逆に標準メッセージを用いるタイトルは少数派となった。
CD-ROM2用ソフトウェアのNECホームエレクトロニクスへのマスターデータの納品は長らく8ミリマスターと呼ばれる磁気テープで行われていた。またAD-PCM等の音声データおよびCDオーディオ用データは一部DATで制作されていた。これはCD-ROM2発売当時CD-Rドライブ登場の端境期に当たっていたためである。
ローンチタイトルは『ファイティング・ストリート』と『No・Ri・Ko』の2タイトルで、最後のタイトルは1993年6月30日発売の『レインボーアイランド』である。

## 課題と対策
当初、ソフトの開発者たちは「CD-ROM2の方がHuCARDよりも面白いものができる」と考えていたが、のちに様々な障壁に直面した。
まず、CD-ROM2のCDドライブが倍速読み込みに対応していないため、1秒程度のビジュアルシーンに数秒の読み込みが生じ、業務用のアクションゲームの移植作の中にはこれが悪評につながった例もあった。一方、『イースI・II』の開発スタッフの一人である岩崎啓眞は読み込み対策として、(SRAMとADPCM用DRAM合わせて)1メガビットのメモリに事前に圧縮したデータを読み込ませたと、後年のインタビューの中で明かしている。加えて、RAMが64Kバイトしかない分一度に扱えるデータ容量が小さいため、ソフトの開発者たちは工夫を凝らした。たとえば『精霊戦士スプリガン』の場合、1面のデータをなるべく最初にRAMに読み込ませることでゲーム途中での読み込みを減らし、音声データをCD側に記録するという対策がとられた。また、『改造町人シュビビンマン3 -異界のプリンセス-』ではスムーズなゲーム進行を担保するためにグラフィック面で制約をかけていた。
加えて当時のCD-ROMのプレスには時間がかかったため、例えば年末にソフトを売りたい場合には9月末までにはソフトを完成させる必要があった。加えて、『イースI・II』の開発時点の原版作成（スタンパー）は1回150万円だった。
また、容量にも限度があり、『イースI・II』の開発に際しては毎日のようにデータのパンクと圧縮を繰り返していたと岩崎は振り返っている。岩崎は別のインタビューにおいても、1990年初頭の時点でハドソン社内ではRAMが64Kバイトでは限界なので拡張しようという話が出ていたと話している。